# Cigüeña negra en un paisaje
Cigüeña negra en un paisaje es una pintura de acuarela del siglo XVIII de una cigüeña lanuda. La pintura, que actualmente se encuentra en la colección del Museo Metropolitano de Arte de Nueva York, fue realizada por encargo de Claude Martin como parte de una serie de 658 pinturas ornitológicas.

## Descripción
La pintura representa una cigüeña lanuda (Ciconia episcopus), un gran ave limícola que incluye al subcontinente indio en su área de distribución. Realizada en acuarela sobre papel europeo, la obra fue realizada por un artista indio desconocido, en lo que se conoce como estilo Company. La obra se remonta a una serie de 658 pinturas de pájaros que el general de división francés Claude Martin encargó para su colección privada.
La forma en que se ejecuta el cuadro implica que el autor anónimo estaba familiarizado con la cigüeña lanuda; en particular, se muestra que la cigüeña cruza su pie derecho sobre el izquierdo, la postura estándar de una cigüeña.